# Material parental

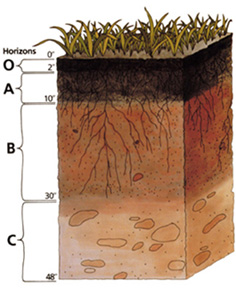
Esquema conceptual simplificado de um solo:
O - Matéria orgânica
A - Solo
B - Subsolo
C - Material parental.

Material parental (ou material de origem) é o material geológico subjacente a um solo, geralmente a rocha mãe (ou rocha matriz) ou os rególitos e outros depósitos superficiais, nestes se incluindo as acumulações de matéria orgânica, a partir do qual o perfil do solo se desenvolveu. Os solos geralmente herdam uma grande parte da estrutura e da composição mineral do seu material de origem  pelo que são frequentemente classificados com base no conteúdo mineral do material parental. O material parental pode ser consolidado ou não consolidado, dando origem ao solo por algum tipo de alteração físico-química resultante dos processos de meteorização e de pedogénese, incluindo as alterações resultantes do modo pelo qual os materiais foram transportados e depositados e a acção do biota do solo. A parte superior do material parental que está em contacto directo com a base do perfil do solo é geralmente considerada como o horizonte R nos sistemas de classificação. 

## Descrição
O material parental é o material subjacente (geralmente a camada de rocha mãe ou um estrato de sedimentos) a partir do qual o perfil do solo se desenvolveu. Os solos normalmente herdam uma grande quantidade de estrutura e dos minerais do seu material de origem e, como tal, são frequentemente classificados com base no seu conteúdo de material mineral consolidado ou não consolidado que sofreu algum grau de aleração física-química devido à meteorização aos processos específicos de pedogénese. O modo pelo qual os materiais foram transportados e depositados, o clima e a atividade biológica que ocorreu durante o processo de formação do solo são determinantes nas características do solo.

### Material parental consolidado
Quando o material parental é consolidado, acaba por se confundir com a rocha mãe. Nesses casos, o material parental é considerado residual e o horizonte R do solo é predominantemente compostos de rocha consolidada, embora por vezes com algum grau de fragmentação devido a factores de natureza geológica, nomeadamente a redução da carga sobrejacente, e à exposição às águas de infiltração. As rochas consolidadas podem ser rochas ígneas, sedimentares ou metamórficas, correspondendo à geologia e ao enquadramente tectónico da região onde o solo ocorra.
O material parental residual, correspondente a uma rocha mãe consolidada, é em geral mais resistente à meteorização e menos susceptível de sofrer os processos de pedogénese, levando a solos mais delgados e de evolução mais lenta.

### Material parental não consolidado
Quando o material parental é não consolidado, isto é corresponde a massas sedimentares geologicamente incipientes e sem apreciável consolidação, o material original é frouxamente organizado, pois as partículas, além de não serem cimentadas, são tendencialmente não estratificadas. Este material de origem é em geral classificado em função do seu último meio de transporte. Por exemplo, o material que foi transportado para um local por acção glaciar e depois depositado em outro local por transporte em meio torrencial é classificado como material aluvionar de origem fluvial fluvial (embora por vezes seja designado por glacio-fluvial, para mostrar a sua dupla proveniência e transporte).
Depósitos de origem glaciar
Nas regiões de latitude média e alta, que foram sujeitas a um manto glaciar durante a última idade do gelo, são comuns os depósitos não consolidados de origem glacial, os quais recobrem extensas zonas continentais e são o material parental de alguns dos solos mais comuns do centro e norte da América do Norte e das regiões central e setentrional da Eurásia. Esses materiais podem ser agrupados, de acordo com a sua génese, modo de transporte e deposição, nas seguintes categorias:
- Materiais directamente depositados pela fusão das camadas de gelo (tilitos e depósitos morenais) — O material foi arrastado inserido numa camada de gelo em movimento razão pela qual, por não ser transportado com água líquida, não sedimentou de acordo com o tamanho das partículas (sendo que, neste contexto, o conceito de «partícula» inclui necessariamente uma grande diversidade de tamanhos, indo das rochas de grande dimensão, aos seixos, cascalho, areias e silte, material que em geral é o material dominante). Existem dois tipos de tilitos glaciais:
  - Tilito basal — material transportado na base da massa glaciar e depositado abaixo dela. Estes tilitos ocorrem em camadas tipicamente muito compactadas que não permitem a rápida infiltração da água;
  - Tilito de ablação — material transportado no interior da massa de gelo ou sobre a massa glaciar e é depositado à medida que o glaciar derrete. Esta tilito é tipicamente menos compactada do que o tilito basal.
- Depósitos glácio-lcustres — os depósitos glácio-lacustres são material parental criado a partir dos sedimentos que chegam a lagos provenientes da fusão de glaciares. Estes lagos são tipicamente rodeados por margens de gelo ou outros tipos de estruturas formadas por erosão ou deposição glacial. O caudal sólido do escomanto da fusão glacial, contendo as rochas e pedras maiores, é depositado próximo ao bordo do lago, enquanto os sedimentos finos em suspensão se depositam por todo o leito do lago.
- Depósitos glácio-fluviais — são constituídos por calhaus, cascalho, areia, silte e argila provenientes do transporte por mantos de gelo ou glaciares e sua posterior fusão. Estes materiais são transportados, segregados por dimensão e depositados por correntes de água provenientes da fusão dos gelos. Os depósitos são formados ao lado, debaixo ou a jusante do gelo.
- Depósitos glácio-marinhos — sedimentos criados por materiais transportados para os oceanos por glaciares ou icebergs, podendo conter grandes pedregulhos, transportados e lançados de icebergs,no meio de sedimentos de granulação fina.

Depósitos fluviais e lacustres
Entre os materiais originais transportados pela água, existem vários tipos distintos. Ente vários outros contam-se os seguintes:
- Material aluvionar — o material parental de natureza aluvionar corresponde a depósitos originados pelo caudal sólido transportado por torrentes e cursos de água, dos quais existem três tipos principais:
  - Planícies aluvionares — as planícies de inundação são as partes dos vales dos rios que são cobertos por água durante as cheias. Devido à sua natureza sazonal, as inundações criam camadas estratificadas nas quais as partículas maiores tendem a se depositar mais perto do canal e as partículas menores mais perto dos bordos da área de inundação.[1]
  - Leques aluviais, cones aluviais ou cones de dejeção — o material parental originário de um leque aluvial são depósitos de material detrítico, mal selecionado e pouco trabalhado, que se forma no sopé das montanhas onde os talvegues dos vales encontram uma área plana, quase sempre coincidente com uma planície aluvionar ou uma área lacustre.[3] Os sedimentos nestes tipos de depósitos tendem a ser maiores perto das terras altas e mais finos perto dos bordos do leque.[1]
  - Depósitos deltaicos — são sedimentos mais finos que são descarregados de riachos e rios em lagos ou no mar e eventualmente se depositam perto da foz do rio, formando um delta.[1]
- Depósitos límnicos (ou lacustres) — o material parental originário da sedimentação límnica (ou sedimentação lacustre) é bem selecionado e de textura fina, apresentando elevados teores de siltes finos e argilas. Por vezes ocorrem depósitos de praia formados em locais onde antigos lagos depositaram areia nas suas margens. Os solos formados a partir de material de origem lacustre têm baixa permeabilidade, em parte por causa do alto teor de argilas que normalmente está presente nestes sedimentos.
- Despósitos marinhos — os sedimentos marinhos produzem materiais parentais que são aglomerações de materiais que foram carregados por rios e córregos para o oceano e eventualmente sedimentaram nos fundos marinhos. Estes materiais podem variar em textura,[1] dependendo do tipo de material carreado pelos rios e da hidrodinâmica local.

Depósitos de origem gravítica
- Material coluvial — o material parental de origem gravítica forma-se a partir de acumulações de colluvium, sendo os detritos coluviais em geral constituídos por aglomerados de grandes fragmentos de rocha que viajaram encosta abaixo por acção da gravidade.[1]

Depósitos de origem eólica
- Depósitos eólicos — o material parental pode ser oriundo de materiais transportados or acção dos ventos, formando sedimentos designado por depósitos eólicos. Pela sua importância relativa destacam-se os seguintes tipos de depósitos eólicos:
  - Loess — sedimentos que pelo seu tamanho são enquadrados na classe dos siltes que foram transportados pelo vento na fase final de um período glacial (loessitos). São o material parental dos solos conhecidos por loess;
  - Depósitos aeolianos — são deposítos resultantes de processos de erosão eólica, compostos maioritariamente por areias formadoras de dunas. São o material parental de alguns solos arenosos das regiões costeiras e da periferia de desertos.

Cinzas e outros depósitos de origem vulcânica
- Cinzas vulcânicas — o material de origem mais comum proveniente de vulcões são cinzas vulcânicas depositadas a diferentes distâncias do ponto de emissão. Neste grupo também se incluem outros materiais piroclásticos. São o material parental da maioria dos andossolos.

### Material parental orgânico
Depósitos orgânicos (ou depósitos de cumulose) são desenvolvidos no local a partir de resíduos vegetais (por exemplo esfagnos) que normalmente são preservados da decomposição por um lençol freático alto ou potencialmente devido a outro factor que retarde a decomposição, como a acidez do meio. O material cumuloso é matéria orgânica que cresceu e se acumulou no local.

## Clima e meteorização
O clima é geralmente considerado o factor mais importante que influencia os processos de meterorizaçaõ física e química. A meteorização física é especialmente importante durante os estágios iniciais de desenvolvimento do solo. A rocha pode ser desintegrada por mudanças de temperatura que produzem expansão e contração diferencial. Mudanças de temperatura também podem fazer com que a água congele, sendo que as forças produzidas pelo congelamento da água podem ser tão grandes quanto 2,1 × 105 kPa, que podem separar as rochas, obrigar as rochas a subri no perfil do solo e erguer e misturar o material do solo.
Na meteorização química, o agente principal é a percolação da água da chuva carregada com dióxido de carbono da atmosfera. O material original é hidrolisado pela solução ácida para produzir minerais e liberar catiões.